# Павани, Энеа
Эне́а Пава́ни (итал. Enea Pavani; 24 октября 1920, Кортина-д’Ампеццо, Венеция — 4 октября 1998, Кортина-д’Ампеццо, Венеция) — итальянский кёрлингист.
В составе мужской сборной Италии участник восьми чемпионатов мира (лучший результат — пятое место в 1976) и пяти чемпионатов Европы (лучший результат — бронзовые призёры в 1979). Восьмикратный чемпион Италии среди мужчин.
Играл на позициях первого и второго.

## Достижения
- Чемпионат Европы по кёрлингу: бронза (1979).
- Чемпионат Италии по кёрлингу среди мужчин: золото (8 раз).[4]

## Команды
| Сезон   | Четвёртый           | Третий              | Второй          | Первый            | Запасной    | Турниры            |
| ------- | ------------------- | ------------------- | --------------- | ----------------- | ----------- | ------------------ |
| 1974—75 | Джузеппе Даль Молин | Леоне Реццадоре     | Франко Кальдара | Энеа Павани       |             | ЧМ 1975 (10 место) |
| 1975—76 | Леоне Реццадоре     | Андреа Павани       | Энеа Павани     | Carlo Constantini |             | ЧЕ 1975 (8 место)  |
| 1975—76 | Джузеппе Даль Молин | Андреа Павани       | Энеа Павани     | Леоне Реццадоре   |             | ЧМ 1976 (5 место)  |
| 1976—77 | Джузеппе Даль Молин | Андреа Павани       | Энеа Павани     | Giorgio Vani      |             | ЧЕ 1976 (8 место)  |
| 1976—77 | Джузеппе Даль Молин | Андреа Павани       | Джанкарло Вальт | Энеа Павани       |             | ЧМ 1977 (7 место)  |
| 1977—78 | Джузеппе Даль Молин | Джанкарло Вальт     | Энеа Павани     | Ivo Lorenzi       |             | ЧЕ 1977 (4 место)  |
| 1978—79 | Джузеппе Даль Молин | Энеа Павани         | Джанкарло Вальт | Андреа Павани     |             | ЧЕ 1978 (6 место)  |
| 1978—79 | Джузеппе Даль Молин | Андреа Павани       | Джанкарло Вальт | Энеа Павани       |             | ЧМ 1979 (8 место)  |
| 1979—80 | Джузеппе Даль Молин | Андреа Павани       | Джанкарло Вальт | Энеа Павани       |             | ЧЕ 1979            |
| 1979—80 | Андреа Павани       | Джузеппе Даль Молин | Джанкарло Вальт | Энеа Павани       |             | ЧМ 1980 (7 место)  |
| 1980—81 | Андреа Павани       | Джузеппе Даль Молин | Джанкарло Вальт | Энеа Павани       |             | ЧМ 1981 (7 место)  |
| 1981—82 | Андреа Павани       | Джанкарло Вальт     | Энрико Альберти | Энеа Павани       |             | ЧМ 1982 (6 место)  |
| 1985—86 | Андреа Павани       | Франко Совилла      | Фабио Альвера   | Стефано Морона    | Энеа Павани | ЧМ 1986 (10 место) |

(скипы выделены полужирным шрифтом)

## Частная жизнь
Его дети — тоже кёрлингисты: сын Андреа участник чемпионатов мира и Европы, тринадцатикратный чемпион Италии, дочь Марина участница чемпионатов мира и Европы, шестикратная чемпионка Италии.